# Anomis punctifera
Anomis punctifera là một loài bướm đêm trong họ Erebidae.